# زيدان الشمري
زيدان زامل الشمري مواليد 28 أغسطس 2001 في السعودية، هو لاعب كرة قدم سعودي يلعب لنادي القيصومة.